# Erwin Angerer

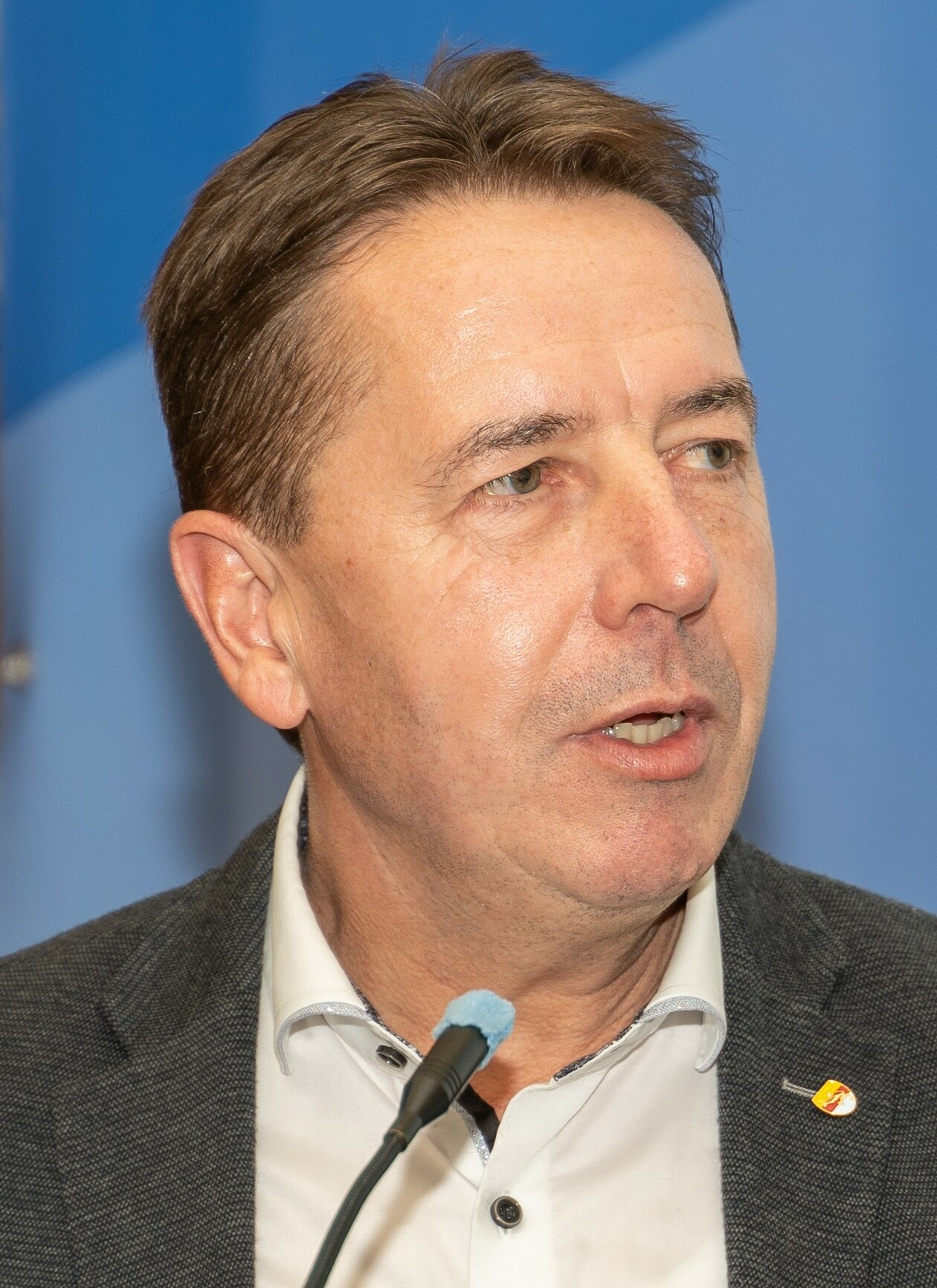
Erwin Angerer (2023)

Erwin Angerer (* 30. Dezember 1964 in Mühldorf, Kärnten) ist ein österreichischer Politiker (FPÖ). Angerer war vom 2. Juli 2014 bis zum 12. April 2023 Abgeordneter zum Nationalrat. Seit 2021 ist er Landesparteiobmann der FPÖ in Kärnten und seit dem 13. April 2023 Abgeordneter zum Kärntner Landtag, wo er als Klubobmann fungiert.

## Leben

### Ausbildung und Beruf
Nach dem Besuch der Volksschule und der Hauptschule in Spittal an der Drau absolvierte Angerer die Fachschule für Bautechnik an der HTL Villach, welche er im Jahr 1983 abschloss.
Nach seinem Abschluss begann er bei der Alpine als Techniker im Bereich Bauvermessung und -abrechnung zu arbeiten (Tauern Autobahn A10, Kroislerwand- und Oswaldibergtunnel). Anschließend arbeitete er zwischen 1986 und 1988 als CAD-Verantwortlicher bei einer Firma in Hohenems. Nach seinem zweijährigen Intermezzo in Vorarlberg ging Angerer wieder nach Kärnten zurück und war zwischen 1988 und 1994 als EDV-Techniker bei einer Firma in Villach beschäftigt. Im Jahr 1995 stieg er dort zum Bereichsleiter auf und war für Vertrieb und Marketing verantwortlich (CAD für Haustechnische Anlagen). Anschließend wechselte er nach Wien, wo er die Vertriebsleitung (Haustechnik, FM, CRM) in der Wiener Niederlassung der Nemetschek SE übernahm (Nemetschek GmbH Österreich). Dort stieg er im Jahr 2002 zum Prokurist und Niederlassungsleiter auf. Anschließend war Angerer zwischen 2008 und 2013 als Prokurist und Bereichsleiter (Technologie-, Industrie- und Gewerbeparkmanagement und -entwicklung) bei der Entwicklungsagentur Kärnten GmbH beschäftigt.

### Politik
Erwin Angerer ist seit April 2003 Bürgermeister seiner Heimatgemeinde Mühldorf. Von Juli 2013 bis Juni 2014 übte er die Funktion des geschäftsführenden Bezirksparteiobmanns der Freiheitlichen im Bezirk Spittal an der Drau aus, dem im Juni 2014 die Wahl zum Bezirksparteivorsitzenden folgen sollte. Seit Juni 2013 ist er zudem im Landesparteivorstande der FPÖ Kärnten.
Als Harald Vilimsky Anfang Juli 2014 auf sein Nationalratsmandat verzichtete und ins EU-Parlament wechselte, übernahm Angerer dessen nun frei gewordenes Mandat. Bei der Nationalratswahl 2017 erreichte Angerer erneut ein Mandat im Nationalrat.
Am 31. Mai 2021 wurde Angerer nach dem Rücktritt von Gernot Darmann als Landesparteiobmann der FPÖ Kärnten als geschäftsführender Landesparteiobmann vorgestellt. Am 2. Oktober 2021 wurde er mit 95,75 Prozent der Stimmen zum Landesparteiobmann gewählt. Bei der Landtagswahl 2023 kandidiert er als FPÖ-Spitzenkandidat. Ob er nach der Wahl selbst vom Nationalrat in den Kärntner Landtag wechsle, ließ er im August 2022 im ORF-Kärnten-Sommergespräch offen. Ende September 2022 wurde im Zuge der Festlegung der Kandidatenliste vereinbart, dass er nach der Landtagswahl sein Nationalratsmandat aufgibt und nach Kärnten zurückkehrt. Sein Nationalratsmandat übernahm im April 2023 Maximilian Linder, für den Markus di Bernardo im Landtag nachrückte. Für die Landtagswahl am 5. März 2023 kandidierte Angerer als Spitzenkandidat. Angerer ist seitdem Klubobmann der FPÖ im Kärntner Landtag.
Erwin Angerer ist verheiratet und Vater zweier Kinder.